# 周深
周深（しゅう しん、ジョウ シェン、簡体字中国語: 周深、1992年9月29日 - ）、またはチャーリー・ジョウ（Charlie Zhou）は、中国の歌手。代表曲に、8つの賞を受賞した『大魚』がある。 2017年11月、アルバム『深的深』（プロデューサー 高暁松、作詞 尹約、作曲 由銭雷）でデビュー。紅き大魚の伝説、DAHUFA -守護者と謎の豆人間-、昨日青空など、多くのテレビシリーズやアニメーション映画の音楽の歌唱を務めた。 2018年3月には、第90回アカデミー作品賞を受賞した『シェイプ・オブ・ウォーター』の中国向けのプロモーションソングを歌った。 2020年中国のテレビ番組『歌手』では、ボーカロイド曲『達拉崩吧』を少女や男性を含む一人五役で歌い上げ、優勝した。 この動画は、Bilibiliで2020年4月までに1000万再生を達成し、オリジナルの動画の視聴回数を超えた。周が歌った『達拉崩吧』は網易雲音楽でリリース後、急上昇チャートと新曲チャートの両方で数日間1位であった。また、同曲のシングルは1億回以上再生され、中国の検索エンジンでは検索数上位であった。
最初のコンサートツアー「深空间」は、2018年5月から2019年7月にかけて、上海、武漢、成都、北京、深圳、杭州で催された。2番目のコンサートツアー「C-929 星球」は、北京、南京、深圳、重慶、成都、上海、広州で2019年11月から開催された。 2020年7月、TMEライブ「晚安明天见」を複数のオンラインプラットフォームで開催した。中でもQQ音楽では、720万人以上が視聴した。
2019年11月、MTVヨーロッパ・ミュージック・アワードで、最優秀中国&香港アクト賞を受賞した。 2020年8月、2020年のフォーブス・チャイナ・セレブリティ・リストで42位にランクインした。

## 来歴

### 幼少期
湖南省邵陽市生まれ。小学2年生の時、両親と一緒に貴州省貴陽市に引っ越した。後に貴陽第六中学に入学した。卒業後、歯科の勉強のためウクライナに渡った。しかし1年後歯科をやめ、ベルカントの勉強のためリヴィウ音楽院に移った。

### 2010年：デビュー前
2010年、中国の動画共有サイトYY.comに、「卡布叻」という名前で歌を投稿し始めた。

### 2014年–2015年：中国好声音出場
2014年、周は中国の音楽オーディション番組『中国好声音』に出場した。ブラインドオーディションラウンドで斉豫の『歓顔』を歌い、審査員から高評価を得た。周と李維が歌った『バイカル湖畔』は、中国好声音の2014年金曲賞を受賞した。同年、周は中国好声音のライブツアーに参加した。
周は北京電視台の春節の特別番組「春節聯歓晩会」に出演し、『Let It Go』を多言語で歌うことで、2022年冬季オリンピックの開催地が北京になるよう応援した。さらに、中国の舞台芸術の祭典である「文化中国・四海同春」のワールドツアーに参加した。5月には李維とロンドンに行き、中国好声音の代表としてイギリスの番組 The Voice UK に出演した。7月に李維とカバーアルバム『回味』をリリースした。8月、周はファーストシングル『玫瑰与小鹿』をリリースし、 東方トレンドチャートの新人アーティスト賞を受賞した。

### 2016年：人気を集める
2016年5月、中国のアニメ映画『紅き大魚の伝説』のイメージソング『大魚』や、オンラインゲーム『水滸Q伝』のテーマソング『臨安初雨』を歌った。 『大魚』と『玫瑰与小鹿』は、2016年アジア新曲チャートトップ10に選出された。10月、周は中国の音楽番組『蒙面唱将猜猜猜』（覆面歌手を推測せよ）でいくつかの曲を歌い、さらに人口に膾炙することとなった。2016年音楽先駆者アワードでは、「今年ネットで最も人気の先鋒男性歌手」に選ばれた。

### 2017年：デビューアルバムをリリース
周は中国のテレビドラマ『あの星空、あの海。〜人魚王の伝説〜』のエンディングテーマ『回声』を歌った。周の曲『大魚』は、東方トレンドチャートの年間トップ10楽曲に選ばれ、周は人々が選ぶ男性歌手賞の栄誉に輝いた。 6月には、中国映画『修羅：黒衣の反逆』の主題歌『濃情淡如你』や、中国のアニメーション作品『DAHUFA -守護者と謎の豆人間-』の主題歌『不説話』を歌った。テレビドラマ『あの星空、あの海。〜人魚王の伝説〜』第２シーズンのエンディングテーマ『曾経滄海』も歌唱した。11月、デビューアルバム『深的深』がリリースされた。

### 2018年：最初のコンサートツアー

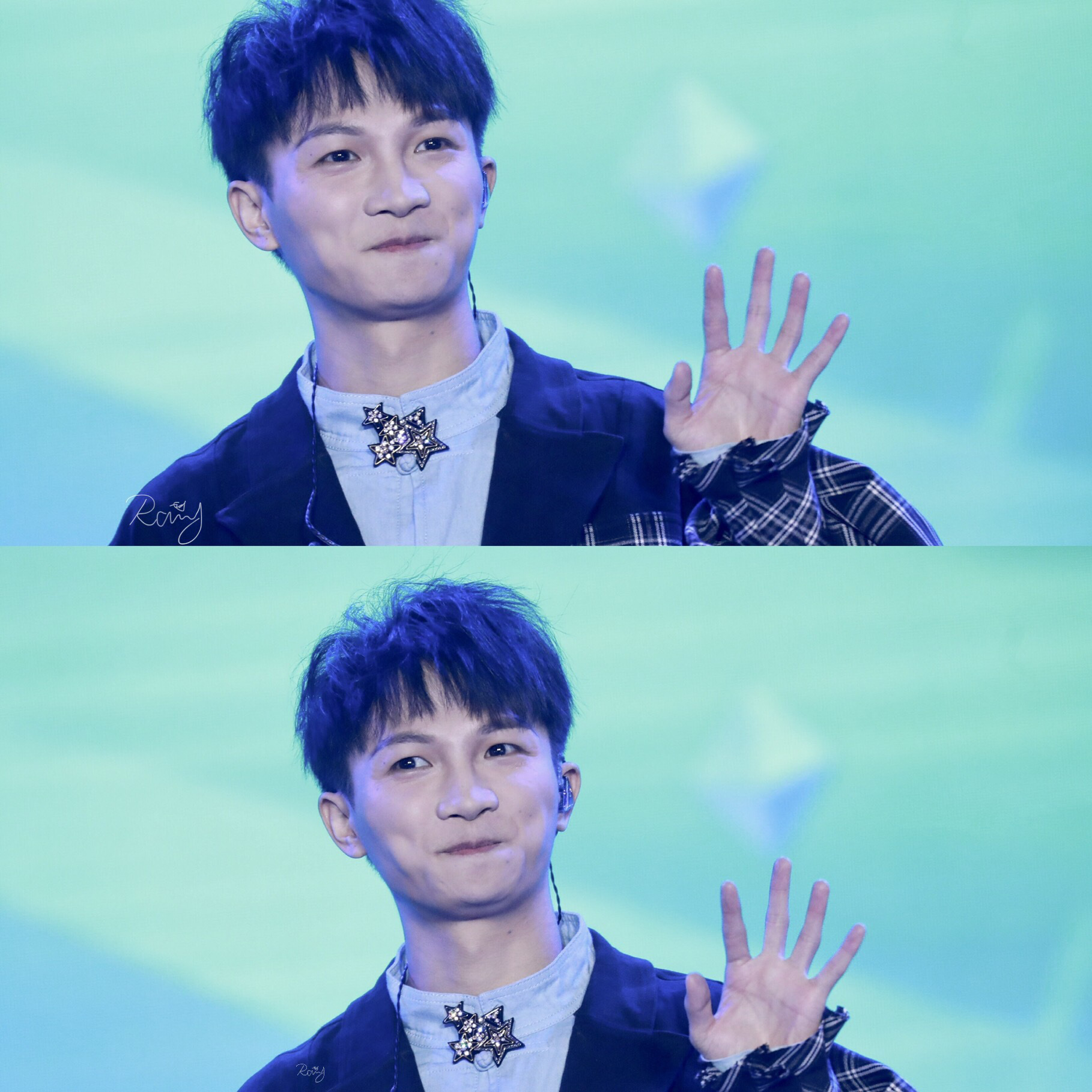
2019年5月24日 inSoundリーグ

周は、2017年のアメリカ映画『シェイプ・オブ・ウォーター』の中国向けプロモーションソングを歌った。2018年、東方トレンドチャートで最優秀アーティストに選ばれた。周は初めてのツアーコンサート「深空间」を、上海、武漢、成都、北京、深圳、杭州の各都市で開催した。さらに、2018年の中国映画『幕后玩家』のプロモーションソング『無関』をリリース。周は、チャイナ・ミュージック・アワードの最も人気のカラオケMV賞とグローバル・チャイニーズ・ミュージック・チャート・アワードでベストニューアーティストに選ばれた。ファーストアルバム収録の楽曲『藍色降落傘』は、世界華人歌曲チャート2018華人歌曲音楽祭で、2018年のトップソングに選出された。11月、周は音楽系リアリティー番組『声入人心』で『君と旅立とう』、『メモリー』、「シンク・オブ・ミー」、『ひとりぼっちの羊飼い』などの古い曲を演奏し、観客や審査員から賞賛を浴びた。その後、音楽番組『蒙面唱将猜猜猜』に再び出演し、ベルカントの技術を発揮して歌唱した。周は多くの人から拍手喝采を受け、番組の出演によって一層名を馳せることとなった。

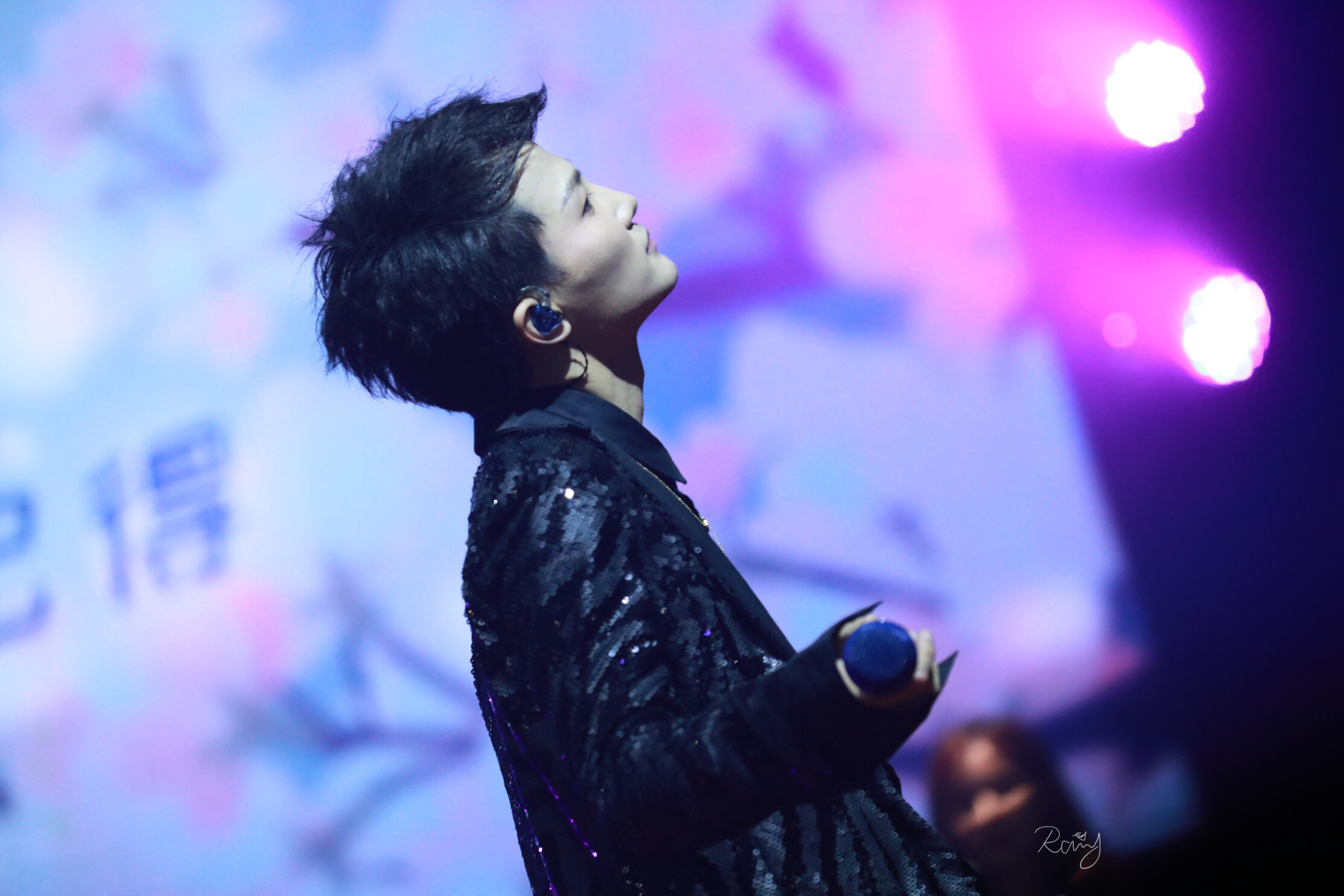
2019年6月22日「深空間」コンサートツアー、深圳市にて

### 2019年：2回目のコンサートツアーと賞
周は、中国のテレビドラマ『古董局中局』の劇中歌『随風』を歌った。1月には、リアリティーショー『声入人心』のメンバーである廖昌永と梅溪湖36子（MXH36）が歌う非公式曲『不説再見』がリリースされた。3月、テレビドラマ『倚天屠龍記』の挿入歌『此生惟你』を歌唱した。周は2019年東方トレンドチャートで「今年のブレイクスルーアーティスト」を受賞し、曲『花開』は「年度十大金曲」に選出された。1月の北京を皮切りに、6月と7月にそれぞれ深圳と杭州で、周にとって2度目のコンサートツアー「C-929 星球」を行った。 4月、梅溪湖36子（MXH36）とともに『声入人心』に出演し、また『不説再見』コンサートツアーを行った。5月18日には上海で、中国の女性歌手である黄齢と合同でコンサート「深齢其境」を開催した。 5月25日、北京で開催された品冠のコンサート「幸福指南」に、特別ゲストとして参加した。 6月6日、周は第17回ビジョンユースアワードの表彰式に招待された。6月8日には、CNR Music Radio音楽の声中国TOPランキングで「今年のキャンパス人気アーティスト」を受賞した。 6月12日、彼はシンガポールで開催された、自閉症の人々に温もりを提供するチャリティーコンサート「南洋客家コミュニティー ギフト・オブ・ウォームス チャリティーコンサート 2019」に、斉豫、黄紅英、黎沸揮とともに参加した。コンサートで周は、自身の持ち歌7曲と客家をテーマにした曲『When Hakkas Meet in Singapore』を歌唱し、斉豫とともに英語の楽曲『Mother of Mine』を歌った。 10月、周はフォーブス30アンダー30 中国版2019の音楽業界リストにランクイン。 11月1日から2日にかけて、中国のネットドラマ『陳情令』の劇中歌を演奏する南京市のコンサートに出演し、同ドラマのキャラクターソング『荒城渡』を歌唱した。 11月、彼はMTVヨーロッパ・ミュージック・アワードで最優秀中国&香港アクト賞を受賞。11月から12月にかけて2回目のコンサートツアー「C-929 星球」を開催し、北京、南京、蘇州、成都、上海の各都市をまわった。

### 2020年：バラエティ番組への参加と、最初のオンラインコンサート
周は、東方衛視の音楽番組『我们的歌』に出演し、香港の歌手李克勤と数曲歌唱した。1月から4月、北京衛視の最初の文化体験リアリティ番組『了不起的长城』に、劉燁、阮經天、楊超越、楊迪、黄明昊とともに「練習生」として出演した。湖南衛視のテレビ番組『歌手』にも出演した。周はまた、プロクター・アンド・ギャンブル・カンパニーのスキンケアブランド「東方季道」のイメージキャラクターとなり、数本のオンラインライブ配信通販番組（ライブストリーム・eコマース）に出演した。リアリティ番組の『了不起的長城』終了後、また別のバラエティ番組『青春環遊記』に出演し、「春遊家族」のメンバーとして活動した。その他にも、『天天向上』 『王牌对王牌』『向往的生活』 『流淌的歌声』 『奔跑吧』（第8シーズン）など、多数のバラエティ番組にも出演した。
テレビ番組『歌手』で周は楽曲『達拉崩吧』を歌い、曲中で少女や男性など一人五役を演じきり、同番組で優勝を勝ち取った。2020年4月現在、動画共有サイトBilibiliに掲載されたこの歌唱の動画は1000万再生を超え、オリジナルのボーカロイド曲の再生数を上回った。周の『達拉崩吧』が網易雲音楽でリリースされると、数日間音楽チャート1位を支配し続けた。曲は1億回以上再生され、中国の検索エンジンで何度もトレンドになっている。周がカバーしたこのバージョンは、周のACGNスタイル（「極楽浄土」とのマッシュアップ）とポップミュージック、ベルカントの融合がACGN文化の普及に貢献したと評価され、中国の国内音楽評論家からも広く賞賛されている。6月28日、新型コロナウイルス感染症の世界的流行に伴い、人民日報、中国中央電視台映画チャンネル ニューメディアセンター、SNS新浪微博が共同で開催した『未来你好“畢業歌2020”雲演唱会』では、周を含む多くの映画製作者やミュージシャンが、オンラインで歌ったりスピーチしたりして、77人の大学卒業生に卒業祝いの気持ちを伝えた。周は、バラエティ番組『新手駕到』に戚薇、呉宣儀、王琳凱とともに出演して運転の仕方を学び、車の免許を取得した。7月19日、周深スタジオが正式に設立され、デビュー6周年にあたる7月25日に初のオンラインコンサートが開催された。中国のピアニスト郎朗は、テレビ番組『明日之子SUPER BAND』に周を招待し、バンドThe Tropical Depressionと周が一緒に『Interstellar Train』を演奏する機会を設けた。 10月30日、郎と周は江蘇テレビ快手「千夜一夜物語」でコラボし、『大魚』と『スカボロー・フェア』を歌った。10月16日、周は「抖音美好结婚夜x浙江卫视秋季盛典2020」で、中国人歌手Tenggerと一緒に、二人のコラボ曲『大魚的天堂』を歌唱した。
11月4日から、職場観察リアリティー番組『令人心动的offer』（第2シーズン）に出演し、何炅、撒貝寧、范丞丞とともに「応援団」のメンバーとなった。12月31日、周は中央広播電視総台の2021年大晦日晩会『启航2021—中央广的電気视总台忠年盛典』、江蘇衛視『江苏卫视2021跨年演唱会』、Bilibili『Bilibili "2020最美的夜"跨年晚会』、北京広播電視台『2021迎冬奥相约北京BRTV环球跨年冰雪盛典』、広東衛視『广东卫视2020-2021 "美好生活欢乐送"跨年特的节目』など複数の大晦日コンサートに招待された。周は、2022年北京オリンピック、2022年北京パラリンピックのスポーツピクトグラムの発表時、ピクトグラム紹介者の1人でもあった。

#### 賞と評価
1月17日、周は2019年QQ音楽の年末チャートで、「十大内地歌手」「十大人気シングル」「十大アニメシングル」「十大映画シングル」に選ばれた。3月23日にテンセント・ミュージックが発表した「2019華語デジタル音楽年間レポート」で、「年度歌手TOP10」「年度歌曲人気TOP10歌手」など計9つの賞を受賞した。6月、周は「新浪エンターテインメントトレンド祭典」で「最も人気のバラエティ番組のゲスト」に選ばれ、また周の楽曲『自己按門鈴自己聴』が「十大音楽作品」に、『達拉崩吧』が「最も人気のライブステージTOP3」に選出された。7月19日、東方トレンドチャートで「今年のドラマ映画歌手」「メディア推薦賞」を受賞し、『随風』が「年度十大金曲」に選ばれた。8月、彼は2020年のフォーブスチャイナセレブリティリストで42位にランクイン。 9月、周は流行音楽ゴールデンチャートで「今年のベストラブソング」「今年のメディア推薦男性歌手」「カナダ中文電台（フェアチャイルドラジオ）推薦賞」の計3つの賞を受賞。12月20日、周は2020テンセントビデオ星光大賞で「2020年テンセントビデオ最も人気の歌手」を受賞した。12月22日、網易雲音楽2020年度音楽アワードで、周は「今年最も人気の中国語アーティスト」と「今年のスーパーアイドル」を受賞、曲『達拉崩吧』は「最も人気のシングル」と「最も人気の演奏」を受賞した。

### 2021年：春節晩会（春晚）の初出演
2020年11月6日、周は貴陽文化旅遊推広大使に就任。2021年1月5日、 Youkuの文化都市旅行ドキュメンタリー番組『奇妙之城』に出演し、周の育った街である貴陽市を紹介した。1月8日、周は2020年テンセント・エンターテインメント祭典で発表された2020テンセント・エンターテインメント白書で、「2020年最も人気の歌手」に選ばれた。1月19日、2020由你音楽チャート年間アワードで、「年度十大歌手」「年度十大人気歌手」を受賞。 1月22日、2020年Bilibiliミュージックアワードで「ミュージシャン・オブ・ザ・イヤー」と「今年最多フォロワーの百万UP主」を受賞した。同日、QQ音楽2020年間チャートで「十大年度アーティスト」に選ばれ、楽曲『起風了』が「十大年度シングル」に選出された。1月23日、テンセント・ミュージック・エンターテインメント祭典で周は「年度ベスト内地男性歌手」を受賞、楽曲『触不可及』も「年度十大金曲」に選ばれた。周はアイドルオーディション番組『創造営2021』に指導役の一人として参加した。周は練習生の安迪（アンディ）とともに、有名なウクライナの曲「Річка」を番組で歌い、多くのニュースメディアで報道された。春節の期間中、周は『春節連歓晩会』や『中国广播电视总台 直通春晚《直通之夜》』、テンセント『家族年年年夜FAN』、湖南衛視『湖南卫视2021全球华侨华人春节大联欢』、江蘇衛視『江苏卫视2021春节联欢晚会』、中央電視台『中央电视台元宵晚会』といった多くの春節晩会に呼ばれた。『春晩』や『灯火里的中国』では張也と初共演し、そのステージは中国国外の観客から絶賛された。3月と4月には、周はCCTV-1のテレビ番組『上线吧！华彩少年』で「华彩上线官」（華彩オンライン担当官）を務めた。3月13日、東方衛視2021年中国テレビドラマ品質表彰式典（电视剧品质盛典）で、楽曲『和光同塵』が「テレビドラマ品質金曲」を受賞した。同式典では、王凱とともに歌を歌った。 4月9日、周は『全球外交官中国文化之夜』で「最も影響力のある若手歌手」に選出された。『文化之夜』では『ユー・レイズ・ミー・アップ』を歌唱し、中国国外の人々をも魅了した。5月25日、周は南山ポップフェスティバル2021（2021南山録音乐节）で譚盾とコラボし、映画『グリーン・デスティニー』の主題歌『月明かりの恋人』、張靚穎の曲『我用所有報答愛』、そして周の『大魚』をソロで歌った。5月31日、テンセントと北京荷風芸術基金会が共同で設立した公共福祉プロジェクト「テンセント・荷風芸術行動」（腾讯荷风艺术行动）の「夢想大使」として、同プロジェクトが開催したコンサート「田埂上的童年」に参加し、主題歌『田埂五月風』を歌唱した。6月12日、浙江衛視の「百度"潮"盛典」に出演し、中国アニメのテーマソングの特別メドレー『潮·深動』を歌った。

### 2022年
2月19日、ポケモン25周年記念ソング『可夢』をYouTubeとBilibiliのポケモン公式チャンネルにて公開。中国語の楽曲だが、日本語字幕を付した上で、日本向けにも公開された。

## ディスコグラフィー

### スタジオアルバム
- 深的深（英語版、中国語版） (2017)

### カバーアルバム
- 回味 (2015)

### ライブアルバム
| 年   | タイトル                                                                                | 備考                 |
| ---- | --------------------------------------------------------------------------------------- | -------------------- |
| 2019 | 深龄其境演唱会live版 Shen & Isabelle Shanghai Live Concert                              | 黄齢とのコラボ       |
| 2020 | 周深"晚安 明天见"TME live 超现场 TME live "Good Night, See You Tomorrow" Online concert | オンラインコンサート |

## 企業コラボ
| 年月 | 年月                | 内容                                                                                   |
| 2020 | 11月                | シリアル王饱饱的麦片のイメージキャラクター                                             |
| 2020 | 11月                | 貴陽文化旅遊推広大使                                                                   |
| 2020 | 10月                | 香港の飲料メーカービタソイ（維他奶）のサプライズアンバサダー                           |
| 2020 | 9月                 | テンセントチャリティー基金腾讯天籁行动のチャリティー大使                               |
| 2020 | 6月                 | オンラインゲームドラゴンネスト2（龙之谷2）のイメージキャラクター（テンセントゲームズ） |
| 2020 | 6月                 | 国際NGO世界自然保護基金のスターボランティア                                            |
| 2020 | 5月                 | 生物多様性を守るための活動腾讯野生动物保护联萌の「主席萌友」（おともだち代表）         |
| 2020 | 4月                 | コスメティックブランド花西子のイメージキャラクター                                     |
| 2020 | 3月                 | プロクター・アンド・ギャンブルのスキンケアブランド东方季道のイメージキャラクター       |
| 2019 | 2019年9月–2020年2月 | プロクター・アンド・ギャンブルのスキンケアブランド东方季道のブランドアンバサダー       |
| 2019 | 9月                 | 台湾企業BenQ Materialsのスキンケアブランド護妍天使のイメージキャラクター               |

## ツアー
| 日付           | タイトル | 国/地域                                                                                                   |
| 2020年07月25日 | TME live "晚安 明天见"オンラインコンサート（TME live “晚安 明天见” 超现场线上演唱会）                                                                          | QQ Music、Kugou Music、Kuwo Music、Tencent WeSing、Tencent WeSeeでライブ配信。後にYouTubeでも公開された。 |
| 2019年         | C-929星球 コンサートツアー（周深C-929星球巡回演唱会） | 北京、南京、蘇州、深圳、重慶、成都、上海、広州                                                            |
| 2019年         | 「深空间」コンサートツアー | 北京、深圳、杭州                                                                                          |
| 2019年         | 南洋客家コミュニティー ギフト・オブ・ウォームス チャリティーコンサート（Nanyang Khek Community Gift of Warmth Charity Concert 2019、客逢狮城献温情慈善演唱会） | シンガポール                                                                                              |
| 2019年         | 「深龄其境」 | 上海 |
| 2019年         | 「深时深刻」セッションコンサート（深时深刻音乐分享会） | 北京 |
| 2019年         | 「声入人心」コンサートツアー | 北京、上海、深圳、長沙、南京                                                                              |
| 2019年         | 「不述再见」コンサートツアー | 上海 |
| 2018年5月〜6月 | 「深空间」コンサートツアー | 上海、武漢、成都                                                                                          |
| 2016年         | 「中国好声音」ライブツアー | 深圳、重慶、香港                                                                                          |
| 2015年2月〜3月 | 「文化中国 四海同春」ワールドツアー | オーストラリア、ニュージーランド                                                                          |
| 2014/2015      | 「中国好声音」第3シリーズライブツアー | 北京、上海、深圳、香港、マカオ、台北                                                                      |

## 賞
| 年   | 大会名                                                                                              | 賞                                                         |
| 2021 | 全世界外交官中国文化の夜（全球外交官中国文化之夜）                                                  | 2020年最も影響力のある若手歌手                             |
| 2021 | 東方衛視2021テレビドラマ品質祭典（2021电视剧品质盛典）                                              | テレビドラマ品質金曲『和光同尘』                           |
| 2021 | 中央広播電視総台中国歌曲トップチャート（中央广播电视总台中国歌曲TOP排行榜）                         | 最も人気の男性歌手                                         |
| 2021 | 中央広播電視総台中国歌曲トップチャート（中央广播电视总台中国歌曲TOP排行榜）                         | 最も人気の映画曲『此生惟你』                               |
| 2021 | 流行音楽ゴールデンチャート2020（流行音乐全金榜）                                                    | 2020年度20大金曲『我是你的谁』                             |
| 2021 | 2020年テンセント・ミュージック・エンターテインメント祭典（腾讯音乐娱乐盛典）                        | 今年のベスト内地男性歌手                                   |
| 2021 | 2020年テンセント・ミュージック・エンターテインメント祭典（腾讯音乐娱乐盛典）                        | 十大金曲『触不可及』                                       |
| 2021 | QQ音楽年末チャート2020（QQ音乐2020巅峰榜年终榜单）                                                  | 十大年度アーティスト                                       |
| 2021 | QQ音楽年末チャート2020（QQ音乐2020巅峰榜年终榜单）                                                  | 十大年度金曲『起风了』                                     |
| 2021 | Bilibiliミュージックアワード2020（2020年度bilibili音乐大盘点）                                      | ミュージシャン・オブ・ザ・イヤー                           |
| 2021 | Bilibiliミュージックアワード2020（2020年度bilibili音乐大盘点）                                      | 年間最多フォロワーの投稿者                                 |
| 2021 | 2020由你音楽チャート年間アワード（2020由你音乐榜年度盘点）                                          | 年度十大歌手                                               |
| 2021 | 2020由你音楽チャート年間アワード（2020由你音乐榜年度盘点）                                          | 年度十大人気歌手                                           |
| 2021 | 2020年テンセント・エンターテインメント白書（2020腾讯娱乐白皮书）                                    | 2020年最も人気の歌手TOP10                                  |
| 2020 | 網易雲音楽2020年度音楽アワード（网易云音乐2020年度音乐榜单）                                        | 2020年最も人気の中国語アーティスト                         |
| 2020 | 網易雲音楽2020年度音楽アワード（网易云音乐2020年度音乐榜单）                                        | 2020年スーパーアイドル                                     |
| 2020 | 網易雲音楽2020年度音楽アワード（网易云音乐2020年度音乐榜单）                                        | 2020年最も人気のシングル『達拉崩吧』                       |
| 2020 | 網易雲音楽2020年度音楽アワード（网易云音乐2020年度音乐榜单）                                        | 2020年最も人気のコラボレーション『資深庸才』               |
| 2020 | 網易雲音楽2020年度音楽アワード（网易云音乐2020年度音乐榜单）                                        | 2020年最も人気のパフォーマンス『達拉崩吧』                 |
| 2020 | テンセントビデオ星光大賞（腾讯视频星光大赏）                                                        | 今年最も人気の歌手                                         |
| 2020 | テンセント年間指数レポート（2020年腾讯视频年度指数报告）                                            | doki 2020年人気チャートトップ10                            |
| 2020 | テンセント年間指数レポート（2020年腾讯视频年度指数报告）                                            | 2020年の名場面トップ10『達拉崩吧』                         |
| 2020 | 2020年微博音楽スーパースターリスト（2020微博音乐超红荣誉榜单）                                      | 2020年最も影響力のあるミュージシャントップ10               |
| 2020 | 流行音楽ゴールデンチャート（流行音乐全金榜）                                                        | 今年のベストラブソング                                     |
| 2020 | 流行音楽ゴールデンチャート（流行音乐全金榜）                                                        | 今年のメディア推薦男性歌手                                 |
| 2020 | 流行音楽ゴールデンチャート（流行音乐全金榜）                                                        | カナダ中文電台（フェアチャイルドラジオ）推薦賞             |
| 2020 | フォーブス                                                                                          | チャイナ・セレブリティ100（42位）                          |
| 2020 | 第27回東方トレンドチャート（第27届东方风云榜）                                                      | メディア推薦賞                                             |
| 2020 | 第27回東方トレンドチャート（第27届东方风云榜）                                                      | 十大金曲『随風』                                           |
| 2020 | 第27回東方トレンドチャート（第27届东方风云榜）                                                      | 今年のテレビドラマ歌手                                     |
| 2020 | 新浪エンターテインメントトレンド祭典（新浪文娱风云盛典）                                            | 最も人気のバラエティ番組のゲスト                           |
| 2020 | 新浪エンターテインメントトレンド祭典（新浪文娱风云盛典）                                            | 十大音楽作品『自己按門鈴自己聴』                           |
| 2020 | 新浪エンターテインメントトレンド祭典（新浪文娱风云盛典）                                            | 最も人気のステージトップ3『達拉崩吧』                      |
| 2020 | 2019華語デジタル音楽年間レポート（2019华语数字音乐年度报告）                                        | TVシリーズオリジナル曲年間トップ10『荒城渡』               |
| 2020 | 2019華語デジタル音楽年間レポート（2019华语数字音乐年度报告）                                        | 中国アニメーションソングトップ10『海蔵』『荒城渡』         |
| 2020 | 2019華語デジタル音楽年間レポート（2019华语数字音乐年度报告）                                        | 年度十大歌手                                               |
| 2020 | 2019華語デジタル音楽年間レポート（2019华语数字音乐年度报告）                                        | 年度十大人気歌手                                           |
| 2020 | テレビ番組『我们的歌』                                                                              | チャンピオン（李克勤と）                                   |
| 2020 | QQ音楽年末チャート2019（QQ音乐巅峰榜2019年终榜单）                                                  | 十大内地歌手                                               |
| 2020 | QQ音楽年末チャート2019（QQ音乐巅峰榜2019年终榜单）                                                  | 十大人気シングル『蛻』                                     |
| 2020 | QQ音楽年末チャート2019（QQ音乐巅峰榜2019年终榜单）                                                  | 十大アニメシングル『親愛的旅人啊』                         |
| 2020 | QQ音楽年末チャート2019（QQ音乐巅峰榜2019年终榜单）                                                  | 十大映画シングル『願得一心人』                             |
| 2020 | 第1回「光影中国」映画祭（首届“光影中国”电影荣誉盛典）                                               | 2019年の人気の映画曲『縁起』（映画『白蛇: 縁起』の主題歌） |
| 2019 | 第19回全世界華語歌曲アワード（第19届全球华语歌曲排行榜）                                            | 地区優秀歌手（上海）                                       |
| 2019 | 第19回全世界華語歌曲アワード（第19届全球华语歌曲排行榜）                                            | 最も人気のデュエット（毛不易/周深『梅香如故』）            |
| 2019 | MTVヨーロッパ・ミュージック・アワード2019                                                           | 最優秀中国&香港アクト賞                                    |
| 2019 | アジア新曲チャート2019（亚洲新歌榜）                                                                | 今年のバラエティー番組曲（周深/唐漢霄『末日飛船』）        |
| 2019 | フォーブス30アンダー30 中国版2019                                                                   | ミュージシャン                                             |
| 2019 | 新浪微博ボーカリスト・インフルエンシャル・エンターテインメント・アワード（新浪微博V影响力娱乐论坛） | 微博十大影響力のあるオリジナルソング歌手                   |
| 2019 | 新浪微博ボーカリスト・インフルエンシャル・エンターテインメント・アワード（新浪微博V影响力娱乐论坛） | 微博十大影響力のあるボーカリスト                           |
| 2019 | CNR Music Radio音楽の声中国TOPランキング（中央人民广播电台MusicRadio音乐之声中国TOP排行榜）         | 今年のキャンパス人気アーティスト                           |
| 2019 | CNR Music Radio音楽の声中国TOPランキング（中央人民广播电台MusicRadio音乐之声中国TOP排行榜）         | 今年最も人気の歌手                                         |
| 2019 | 音楽先駆者アワード（音乐先锋榜）                                                                    | 今年最も人気の楽曲『此生惟你』                             |
| 2019 | 音楽先駆者アワード（音乐先锋榜）                                                                    | 今年最も人気の先駆的男性歌手トップ5                        |
| 2019 | 音楽先駆者アワード（音乐先锋榜）                                                                    | 今年のベスト映画金曲『蛻』                                 |
| 2019 | 流行音楽ゴールデンチャート2019（流行音乐全金榜）                                                    | 年間ベストステージパフォーマンス                           |
| 2019 | 流行音楽ゴールデンチャート2019（流行音乐全金榜）                                                    | 内地ラジオ局推薦歌手                                       |
| 2019 | 第23回世界華語音楽アワード（第23届全球华语榜中榜）                                                  | 内地で最も人気の男性歌手                                   |
| 2019 | 第26回東方トレンドチャート（第26届东方风云榜）                                                      | 今年のブレイクスルー・アーティスト                         |
| 2019 | 第26回東方トレンドチャート（第26届东方风云榜）                                                      | 年度十大金曲『花開』                                       |
| 2018 | 中国文化音楽祭2018（国风极乐夜音乐盛典）                                                            | ベスト中華音楽歌唱賞『大魚』                               |
| 2018 | 世界華人歌曲チャート2018華人歌曲音楽祭（全球华人歌曲排行榜2018华人歌曲音乐盛典）                    | ベスト新人アーティスト                                     |
| 2018 | 世界華人歌曲チャート2018華人歌曲音楽祭（全球华人歌曲排行榜2018华人歌曲音乐盛典）                    | 年度金曲『藍色降落傘』                                     |
| 2018 | 第25回東方トレンドチャート（第25届东方风云榜）                                                      | 年度飛躍歌手                                               |
| 2018 | 第22回世界華語音楽アワード（第22届全球华语榜中榜）                                                  | 宝声音楽 最も人気のカラオケMV『大魚』                      |
| 2018 | 第22回世界華語音楽アワード（第22届全球华语榜中榜）                                                  | Channel V ベストライブパフォーマンス『大魚』               |
| 2018 | 軽松籌 チャリティセレモニー（轻松筹公益盛典）                                                       | 今年のチャリティースター                                   |
| 2017 | 第17回音楽トレンドチャート（第十七届音乐风云榜）                                                    | ベスト映画歌曲『大魚』                                     |
| 2017 | 第24回東方トレンドチャート（第24届东方风云榜）                                                      | 人々が選ぶ男性歌手                                         |
| 2017 | 第24回東方トレンドチャート（第24届东方风云榜）                                                      | 年度十大金曲『大魚』                                       |
| 2017 | 第21回世界華語音楽アワード（第21届全球华语榜中榜）                                                  | オンライン投票で最も人気の新人歌手                         |
| 2016 | 牛耳奨                                                                                              | 年度金曲歌手                                               |
| 2016 | 音楽先駆者アワード（音乐先锋榜）                                                                    | 年度十大内地先鋒金曲『大魚』                               |
| 2016 | 音楽先駆者アワード（音乐先锋榜）                                                                    | ネット上で最も人気の先鋒男性歌手                           |
| 2016 | アジア新曲チャート2016（亚洲新歌榜）                                                                | 年度十大金曲『大魚』                                       |
| 2016 | アジア新曲チャート2016（亚洲新歌榜）                                                                | 年度十大金曲『玫瑰与小鹿』                                 |
| 2016 | 第23回東方トレンドチャート（第23届东方风云榜）                                                      | ベスト新人                                                 |
| 2015 | 第19回世界華語音楽アワード（第19届全球华语榜中榜）                                                  | 最もポテンシャルのあるグループ（周深/李維）                |
| 2014 | 尖叫2015IQIYIの夜（尖叫2015爱奇艺之夜）                                                             | 年度音楽新人                                               |
| 2014 | 浙江衛視『中国好声音』第3シリーズ                                                                   | 年度金曲（周深/李維『バイカル湖畔』）                      |